# Beyond (Fernsehserie)
Beyond ist eine US-amerikanische Science-Fiction-Serie, die von Adam Nussdorf erdacht wurde. Die Premiere der Serie fand am 1. Januar 2017 auf dem US-Kabelsender Freeform statt. Im deutschsprachigen Raum fand die Premiere der Serie am 14. Februar 2021 auf Joyn Primetime statt. Im März 2018 wurde die Einstellung der Serie nach zwei Staffeln bekanntgeben.

## Handlung
Holden Matthews wacht nach 12 Jahren aus dem Koma auf und entdeckt, dass er nun über übernatürliche Fähigkeiten verfügt, die ihn in die Mitte einer gefährlichen Verschwörung treiben. Holden will herausfinden, was mit ihm in den letzten zwölf Jahren passiert ist und wie er in einer Welt leben kann, die sich in der Zwischenzeit verändert hat. Als Holden sich an das Erwachsenenalter gewöhnen will, in dem er nun ist, warnt ihn eine mysteriöse Frau namens Willa davor, den Menschen um ihn herum zu vertrauen.

## Besetzung und Synchronisation
Die deutsche Synchronisation entstand nach den Dialogbüchern von Michael Schernthaner und Manuel Dörr sowie unter der Dialogregie von Andrea Wick und Farina Brock durch die Synchronfirma Scalamedia GmbH in München.

### Hauptdarsteller
| Rolle           | Schauspieler       | Synchronsprecher   |
| --------------- | ------------------ | ------------------ |
| Holden Matthews | Burkely Duffield   | Tobias Kern        |
| Willa Frost     | Dilan Gwyn         | Marcia von Rebay   |
| Kevin McArdle   | Jordan Calloway    | Felix Auer         |
| Luke Matthews   | Jonathan Whitesell | Maximilian Belle   |
| Tom Matthews    | Michael McGrady    | Christoph Jablonka |
| Diane Matthews  | Romy Rosemont      | Madeleine Stolze   |
| Jeff McArdle    | Jeff Pierre        | Pirmin Sedlmeir    |
| Charlie Singer  | Eden Brolin        | Maresa Sedlmeir    |

### Nebendarsteller
| Rolle                | Schauspieler     | Synchronsprecher  |
| -------------------- | ---------------- | ----------------- |
| Tess Shoemacher      | Erika Alexander  | Kathrin Gaube     |
| Mann in gelber Jacke | Peter Kelamis    | Matthias Kupfer   |
| Arthur               | Alex Diakun      | Erich Ludwig      |
| Sheriff Dayton       | Toby Levins      | Julian Manuel     |
| Pastor Ian           | Chad Willett     | Martin Halm       |
| Mel                  | Kendall Cross    | Claudia Lössl     |
| Daniel               | Patrick Sabongui | Jochen Paletschek |
| Isaac Frost          | Martin Donovan   | Walter von Hauff  |
| Jamie                | Emilija Baranac  | Lara Jund         |

## Episodenliste

### Staffel 1
| Nr. (ges.) | Nr. (St.) | Deutscher Titel              | Originaltitel                | Erstausstrahlung Freeform | Deutschsprachige Erstausstrahlung (Joyn Primetime) | Regie              | Drehbuch           |
| ---------- | --------- | ---------------------------- | ---------------------------- | ------------------------- | -------------------------------------------------- | ------------------ | ------------------ |
| 1          | 1         | Das Erwachen                 | Pilot                        | 1. Jan. 2017              | 14. Feb. 2021                                      | Lee Toland Krieger | Adam Nussdorf      |
| 2          | 2         | Tempus Fugit                 | Tempus Fugit                 | 2. Jan. 2017              | 21. Feb. 2021                                      | Steven A. Adelson  | Adam Nussdorf      |
| 3          | 3         | Die andere Ebene             | Ties That Bind               | 9. Jan. 2017              | 28. Feb. 2021                                      | Steven A. Adelson  | Mark Dube          |
| 4          | 4         | Der Mann in der gelben Jacke | The Man in the Yellow Jacket | 16. Jan. 2017             | 7. März 2021                                       | Sam Hill           | Hillary Benefiel   |
| 5          | 5         | Wer ist Arthur?              | Fancy Meeting You Here       | 23. Jan. 2017             | 14. März 2021                                      | Nick Copus         | Jim Galasso        |
| 6          | 6         | Die Gleichgesinnte           | Celeste                      | 30. Jan. 2017             | 21. März 2021                                      | Darnell Martin     | Mimi Won Techentin |
| 7          | 7         | Die Stunde des Wolfes        | The Hour of the Wolf         | 6. Feb. 2017              | 28. März 2021                                      | Nick Copus         | Ryan Mottesheard   |
| 8          | 8         | Auf der Flucht               | Last Action Hero             | 13. Feb. 2017             | 4. Apr. 2021                                       | Guy Norman Bee     | Elias Benavidez    |
| 9          | 9         | Aus der Dunkelheit           | Out of Darkness              | 20. Feb. 2017             | 11. Apr. 2021                                      | Steven A. Adelson  | Adam Nussdorf      |
| 10         | 10        | In das Licht                 | Into the Light               | 27. Feb. 2017             | 18. Apr. 2021                                      | Steven A. Adelson  | Adam Nussdorf      |

### Staffel 2
| Nr. (ges.) | Nr. (St.) | Deutscher Titel              | Originaltitel                | Erstausstrahlung Freeform | Deutschsprachige Erstausstrahlung (Joyn Primetime) | Regie             | Drehbuch         |
| ---------- | --------- | ---------------------------- | ---------------------------- | ------------------------- | -------------------------------------------------- | ----------------- | ---------------- |
| 11         | 1         | Zwei Null Eins               | Two Zero One                 | 18. Jan. 2018             | 25. Apr. 2021                                      | Steven A. Adelson | Adam Nussdorf    |
| 12         | 2         | Cheers, Bitch                | Cheers, Bitch                | 18. Jan. 2018             | 2. Mai 2021                                        | Steven A. Adelson | Adam Nussdorf    |
| 13         | 3         | No es Bueno                  | No Es Bueno                  | 25. Jan. 2018             | 9. Mai 2021                                        | Nick Copus        | Marc Dube        |
| 14         | 4         | Klopf, Klopf                 | Knock, Knock                 | 1. Feb. 2018              | 16. Mai 2021                                       | Vanessa Parise    | Nichole Beattie  |
| 15         | 5         | Die Gefriertruhe             | Six Feet Deep                | 8. Feb. 2018              | 23. Mai 2021                                       | Nick Copus        | Ryan Mottesheard |
| 16         | 6         | Das Aufeinandertreffen       | Bedposts                     | 15. Feb. 2018             | 30. Mai 2021                                       | Carol Banker      | Jim Galasso      |
| 17         | 7         | Edgar                        | Stir                         | 1. März 2018              | 6. Juni 2021                                       | Dawn Wilkinson    | Hillary Benefiel |
| 18         | 8         | Schreie                      | I Scream, You Scream         | 8. März 2018              | 13. Juni 2021                                      | Rick Bota         | David Eick       |
| 19         | 9         | Unerwartetes Wiedersehen     | F.G.B.                       | 15. März 2018             | 20. Juni 2021                                      | Steven A. Adelson | Adam Nussdorf    |
| 20         | 10        | Hier ist kein Platz für dich | There’s No Home for You Here | 22. März 2018             | 27. Juni 2021                                      | Steven A. Adelson | Adam Nussdorf    |